# Bestuurlijke indeling van Vlaanderen

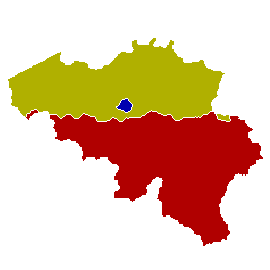
De 3 Gewesten

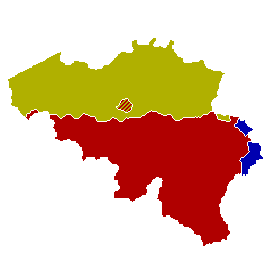
De 3 Gemeenschappen

De bestuurlijke indeling van Vlaanderen is de bestuurlijke en administratieve indeling van Vlaanderen. De regio maakt deel uit van de Europese Unie en van de federale staat België, deze is opgedeeld bij Bijzondere wet tot hervorming der instellingen (1980) in drie gewesten en drie gemeenschappen. Officieel bestaat het huidige Vlaanderen dus uit twee entiteiten, namelijk het Vlaams Gewest en de Vlaamse Gemeenschap. De Vlaamse Gemeenschap en het Vlaams Gewest werden zowel voor de wetgevende als voor de uitvoerende macht samengevoegd: zo ontstond het Vlaams Parlement en de Vlaamse regering.
De regio is verder opgedeeld in 5 provincies, 23 administratieve arrondissementen (waarvan 1 Brussels), 36 provinciedistricten (waarvan 1 Brussels), 111 kantons (waarvan 8 Brusselse) en 327 gemeenten (waarvan 19 Brusselse).  
Het huidige Vlaanderen bestaat uit twee entiteiten, namelijk het Vlaams Gewest en de Vlaamse Gemeenschap.  Deze laatste is ook in het tweetalige Brussels Hoofdstedelijk Gewest politiek aanwezig in de gewestregering en het Brussels parlement via de Vlaamse Gemeenschapscommissie.

## Structuur

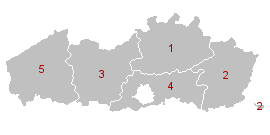
De 5 Vlaamse provincies

| Vlaanderen       | Vlaanderen       | Supranationaal         | Nationaal              | Nationaal                                                                                 | Gemeenschap | Gewest                                                                                    | Provincie                                                                                 | Arrondissement  | Provinciedistrict | Kanton          | Gemeente        | District         |
| ---------------- | ---------------- | ---------------------- | ---------------------- | ----------------------------------------------------------------------------------------- | --- | ----------------------------------------------------------------------------------------- | ----------------------------------------------------------------------------------------- | --------------- | ----------------- | --------------- | --------------- | ---------------- |
| Administratief   | Niveau           | Europese Unie          | België                 | België                                                                                    | Vlaanderen | Vlaanderen                                                                                | Antwerpen Limburg Oost-Vlaanderen West-Vlaanderen Vlaams-Brabant                          | 23              | 23                | 23              | 327             | 9                |
| Administratief   | Niveau           | Europese Unie          | België                 | België                                                                                    | Vlaamse Gemeenschap                                                                                                   | Vlaams Gewest Brussels Hoofdstedelijk Gewest                                              | Antwerpen Limburg Oost-Vlaanderen West-Vlaanderen Vlaams-Brabant                          | 23              | 23                | 23              | 327             | 9                |
| Administratief   | Bestuur          | Europese Commissie     | Belgische regering     | Belgische regering                                                                        | Vlaamse regering --- College v.d. Vlaamse Gemeenschapscommissie College v.d. Gemeenschappelijke Gemeenschapscommissie | Vlaamse regering Brusselse Hoofdstedelijke Regering                                       | Deputatie                                                                                 | Deputatie       | Deputatie         | Deputatie       | Gemeentebestuur | Districtscollege |
| Administratief   | Raad             | Europees Parlement     | Senaat                 | Kamer van volksvertegenwoordigers                                                         | Vlaams Parlement --- Raad v.d. Vlaamse Gemeenschapscommissie Raad v.d. Gemeenschappelijke Gemeenschapscommissie       | Vlaams Parlement Brussels Hoofdstedelijk Parlement                                        | Provincieraad                                                                             | Provincieraad   | Provincieraad     | Provincieraad   | Gemeenteraad    | Districtsraad    |
| Kiesomschrijving | Kiesomschrijving | Nederlands Kiescollege | Nederlands Kiescollege | Antwerpen, Limburg, Vlaams-Brabant, Oost-Vlaanderen, West-Vlaanderen en Brussel-Hoofdstad | Antwerpen, Limburg, Vlaams-Brabant, Oost-Vlaanderen, West-Vlaanderen en Brussel-Hoofdstad                             | Antwerpen, Limburg, Vlaams-Brabant, Oost-Vlaanderen, West-Vlaanderen en Brussel-Hoofdstad | Antwerpen, Limburg, Vlaams-Brabant, Oost-Vlaanderen, West-Vlaanderen en Brussel-Hoofdstad | 13              | 36                | 111             | 327             | 9                |
| Verkiezing       | Verkiezing       | Europese               | Federale               | Federale                                                                                  | Vlaamse Brusselse | Vlaamse Brusselse                                                                         | Provincieraads-                                                                           | Provincieraads- | Provincieraads-   | Provincieraads- | Gemeenteraads-  | Districtsraads-  |

|   | Provincie       | Hoofdplaats | Bevolking | Oppervlakte | Bevolkingsdichtheid |
| - | --------------- | ----------- | --------- | ----------- | ------------------- |
| 1 | Antwerpen       | Antwerpen   | 1.715.707 | 2.867 km²   | 587 / km²           |
| 2 | Limburg         | Hasselt     | 826.690   | 2.414 km²   | 333 / km²           |
| 3 | Oost-Vlaanderen | Gent        | 1.408.484 | 2.991 km²   | 459 / km²           |
| 4 | Vlaams-Brabant  | Leuven      | 1.060.232 | 2.106 km²   | 493 / km²           |
| 5 | West-Vlaanderen | Brugge      | 1.150.487 | 3.125 km²   | 362 / km²           |

#### Provincie Antwerpen
- 70 gemeenten

##### Arrondissementen
De provincie Antwerpen is verdeeld in drie administratieve arrondissementen die tot 2014 volledig samenvallen met de gerechtelijke arrondissementen.

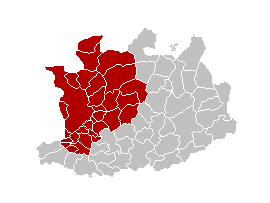
Antwerpen
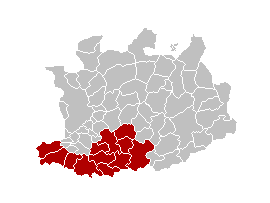
Mechelen
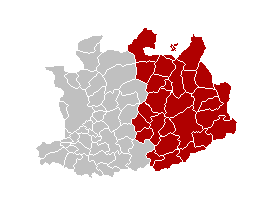
Turnhout

##### Provinciedistricten
De omschrijving van het provinciedistrict Antwerpen valt samen met het respectievelijke kieskanton. De informatie over dit provinciedistrict vindt u dan ook terug op de desbetreffende pagina van het gelijkvormige kieskanton.
- Antwerpen
- Boom
- Kapellen
- Lier
- Mechelen
- Turnhout
- Herentals

##### Kantons
| - Antwerpen - Arendonk - Boom - Brasschaat (gerechtelijk kanton) - Brecht (kieskanton) - Duffel (kieskanton) - Geel (gerechtelijk kanton) - Herentals - Heist-op-den-Berg - Hoogstraten | - Mechelen - Mol - Kapellen - Kontich - Lier - Puurs-Sint-Amands (kieskanton) - Schilde (gerechtelijk kanton) - Turnhout - Westerlo - Willebroek (gerechtelijk kanton) - Zandhoven |

##### Gemeenten
Gemeenten met een stadstitel hebben "(stad)" achter de naam
| 1. Aartselaar 2. Antwerpen (stad) 3. Arendonk 4. Baarle-Hertog 5. Balen 6. Beerse 7. Berlaar 8. Boechout 9. Bonheiden 10. Boom 11. Bornem 12. Borsbeek 13. Brasschaat 14. Brecht 15. Dessel 16. Duffel 17. Edegem | 18. Essen 19. Geel (stad) 20. Grobbendonk 21. Heist-op-den-Berg 22. Hemiksem 23. Herentals (stad) 24. Herenthout 25. Herselt 26. Hoogstraten (stad) 27. Hove 28. Hulshout 29. Kalmthout 30. Kapellen 31. Kasterlee 32. Kontich 33. Laakdal 34. Lier (stad) 35. Lille | 36. Lint 37. Malle 38. Mechelen (stad) 39. Meerhout 40. Merksplas 41. Mol 42. Mortsel (stad) 43. Niel 44. Nijlen 45. Olen 46. Oud-Turnhout 47. Putte 48. Puurs 49. Ranst 50. Ravels 51. Retie 52. Rijkevorsel | 53. Rumst 54. Schelle 55. Schilde 56. Schoten 57. Sint-Amands 58. Sint-Katelijne-Waver 59. Stabroek 60. Turnhout (stad) 61. Vorselaar 62. Vosselaar 63. Westerlo 64. Wijnegem 65. Willebroek 66. Wommelgem 67. Wuustwezel 68. Zandhoven 69. Zoersel 70. Zwijndrecht |

##### Stadsdistricten
| - Antwerpen - Berchem - Berendrecht-Zandvliet-Lillo | - Borgerhout - Borsbeek - Deurne | - Ekeren - Hoboken - Merksem | - Wilrijk |

##### Deelgemeenten
| - Aartselaar - Boechout - Boom - Brasschaat - Brecht - Burcht - Broechem - Edegem - Emblem - Essen - 's-Gravenwezel - Halle - Hemiksem - Hoevenen - Hove - Kalmthout - Kapellen - Kontich - Lint | - Loenhout - Massenhoven - Mortsel - Niel - Oelegem - Oostmalle - Pulderbos - Pulle - Ranst - Reet - Rumst - Schelle - Schilde - Schoten - Sint-Job-in-'t-Goor - Sint-Lenaarts - Stabroek - Terhagen - Viersel - Vremde | - Waarloos - Westmalle - Wijnegem - Wommelgem - Wuustwezel - Zandhoven - Zoersel - Zwijndrecht - Arendonk - Baarle-Hertog - Balen - Beerse - Bouwel - Dessel - Eindhout - Geel - Gierle - Grobbendonk - Herentals - Herenthout | - Herselt - Hoogstraten - Houtvenne - Hulshout - Kasterlee - Lichtaart - Lille - Meer - Meerhout - Meerle - Merksplas - Minderhout - Mol - Morkhoven - Noorderwijk - Oevel - Olen - Olmen - Oud-Turnhout - Poederlee | - Poppel - Ramsel - Ravels - Retie - Rijkevorsel - Tielen - Tongerlo - Turnhout - Varendonk - Veerle - Vlimmeren - Vorselaar - Vorst - Vosselaar - Wechelderzande - Weelde - Westerlo - Westmeerbeek - Wortel - Zoerle-Parwijs | - Beerzel - Berlaar - Bevel - Blaasveld - Bonheiden - Booischot - Bornem - Breendonk - Duffel - Gestel - Hallaar - Heffen - Heindonk - Heist-op-den-Berg - Hingene - Hombeek - Itegem - Kessel - Koningshooikt - Leest | - Lier - Liezele - Lippelo - Mariekerke - Mechelen - Muizen - Nijlen - Oppuurs - Onze-Lieve-Vrouw-Waver - Putte - Puurs - Rijmenam - Ruisbroek - Schriek - Sint-Amands - Sint-Katelijne-Waver - Tisselt - Walem - Weert - Wiekevorst - Willebroek |

#### Provincie Limburg
- 44 gemeenten

##### Arrondissementen

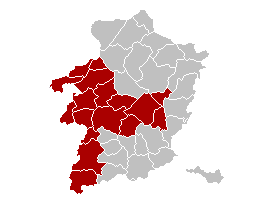
Arrondissement Hasselt
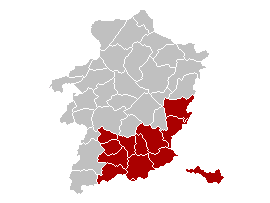
Arrondissement Tongeren
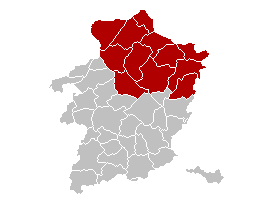
Arrondissement Maaseik

Het administratie arrondissement Hasselt kwam tot 2014 grotendeels overeen met het voormalige gerechtelijk arrondissement Hasselt (minus de gemeenten As, Genk, Opglabbeek en Zutendaal die bij het voormalige gerechtelijk arrondissement Tongeren behoorden. Dit gerechtelijk arrondissement werd gevormd door de arrondissementen Tongeren en Maaseik minus de gemeenten Hamont-Achel, Hechtel-Eksel, Houthalen-Helchteren, Lommel, Neerpelt, Overpelt en Peer die op hun beurt tot het voormalige gerechtelijk arrondissement Hasselt behoren. Sinds 2014 valt de volledige provincie Limburg onder het rechtsgebied van het gerechtelijk arrondissement Limburg.

##### Provinciedistricten
De omschrijving van de provinciedistricten in het arrondissement Hasselt valt samen met die van de respectievelijke kieskantons met uitzondering van de provinciedistricten Peer en Sint-Truiden. Hetzelfde geldt voor het provinciedistrict Neerpelt. Het arrondissement Tongeren ten slotte heeft dezelfde afbakening als het gelijknamige provinciedistrict. De informatie over deze provinciedistricten vindt u terug op de desbetreffende pagina's van het gelijkvormige arrondissement of kieskanton.
| - Hasselt - Beringen - Peer - Genk | - Sint-Truiden - Maasmechelen - Neerpelt - Tongeren |

##### Kantons
| - Hasselt - Beringen - Peer - Bree - Genk - Sint-Truiden - Herk-de-Stad - Borgloon | - Maasmechelen - Maaseik - Neerpelt - Tongeren - Bilzen - Riemst - Voeren |

##### Gemeenten
Gemeenten met een stadstitel hebben "(stad)" achter de naam
| 1. Alken 2. As 3. Beringen (stad) 4. Bilzen (stad) 5. Bocholt 6. Borgloon (stad) 7. Bree (stad) 8. Diepenbeek 9. Dilsen-Stokkem (stad) 10. Genk (stad) 11. Gingelom | 12. Halen (stad) 13. Ham 14. Hamont-Achel (stad) 15. Hasselt (stad) 16. Hechtel-Eksel 17. Heers 18. Herk-de-Stad (stad) 19. Herstappe 20. Heusden-Zolder 21. Hoeselt 22. Houthalen-Helchteren | 23. Kinrooi 24. Kortessem 25. Lanaken 26. Leopoldsburg 27. Lommel (stad) 28. Lummen 29. Maaseik (stad) 30. Maasmechelen 31. Meeuwen-Gruitrode 32. Neerpelt 33. Nieuwerkerken | 34. Opglabbeek 35. Overpelt 36. Peer (stad) 37. Riemst 38. Sint-Truiden (stad) 39. Tessenderlo 40. Tongeren (stad) 41. Voeren 42. Wellen 43. Zonhoven 44. Zutendaal |

##### Deelgemeenten
| - Aalst - As - Berbroek - Beringen - Beverlo - Binderveld - Boekhout - Borlo - Brustem - Buvingen - Diepenbeek - Donk - Duras - Engelmanshoven - Gelinden - Genk - Gingelom - Gorsem - Groot-Gelmen - Halen - Halmaal - Hasselt - Heppen - Herk-de-Stad - Heusden - Jeuk - Kerkom-bij-Sint-Truiden - Kermt - Koersel - Kortijs - Kozen | - Kuringen - Leopoldsburg - Linkhout - Loksbergen - Lummen - Kwaadmechelen - Meldert - Mielen-boven-Aalst - Montenaken - Muizen - Niel-bij-As - Niel-bij-Sint-Truiden - Nieuwerkerken - Opglabbeek - Ordingen - Oostham - Paal - Runkelen - Schulen - Sint-Lambrechts-Herk - Sint-Truiden - Spalbeek - Stevoort - Stokrooie - Tessenderlo - Velm - Vorsen - Wijer - Wilderen - Wimmertingen - Zelem | - Zepperen - Zolder - Zonhoven - Zutendaal - Achel - Beek - Bocholt - Bree - Dilsen - Eksel - Elen - Ellikom - Gerdingen - Grote-Brogel - Gruitrode - Hamont - Hechtel - Helchteren - Houthalen - Kaulille - Kessenich - Kinrooi - Kleine-Brogel - Lanklaar - Lommel - Maaseik - Meeuwen - Molenbeersel - Neerglabbeek - Neeroeteren - Neerpelt | - Opoeteren - Ophoven - Opitter - Overpelt - Peer - Reppel - Rotem - Sint-Huibrechts-Lille - Stokkem - Tongerlo - Wijchmaal - Wijshagen - Alken - Batsheers - Berg - Berlingen - Beverst - Bilzen - Bommershoven - Boorsem - Borgloon - Broekom - Diets-Heur - Eigenbilzen - Eisden - Gellik - Genoelselderen - Gors-Opleeuw - Gotem - 's-Gravenvoeren - Groot-Loon | - Grote-Spouwen - Guigoven - Gutschoven - Heers - Hees - Heks - Hendrieken - Henis - Herderen - 's Herenelderen - Herstappe - Herten - Hoelbeek - Hoepertingen - Hoeselt - Horpmaal - Jesseren - Kanne - Kerniel - Kleine-Spouwen - Klein-Gelmen - Koninksem - Kortessem - Kuttekoven - Lanaken - Lauw - Leut - Mal - Martenslinde - Mechelen-aan-de-Maas - Mechelen-Bovelingen | - Meeswijk - Membruggen - Mettekoven - Millen - Moelingen - Mopertingen - Munsterbilzen - Neerharen - Neerrepen - Nerem - Opgrimbie - Opheers - Overrepen - Piringen - Rekem - Remersdaal - Riemst - Rijkel - Riksingen - Rijkhoven - Romershoven - Rosmeer - Rukkelingen-Loon - Rutten - Schalkhoven - Sint-Huibrechts-Hern - Sint-Martens-Voeren - Sint-Pieters-Voeren - Sluizen - Teuven - Tongeren | - Ulbeek - Uikhoven - Val-Meer - Vechmaal - Veldwezelt - Veulen - Vliermaal - Vliermaalroot - Vlijtingen - Voort - Vreren - Vroenhoven - Vucht - Waltwilder - Wellen - Werm - Widooie - Wintershoven - Zichen-Zussen-Bolder |

#### Provincie Oost-Vlaanderen

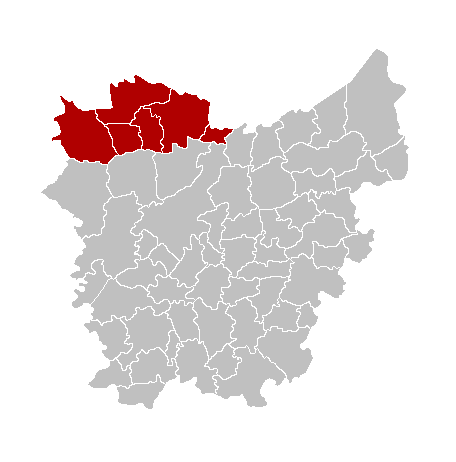
Arrondissement Eek

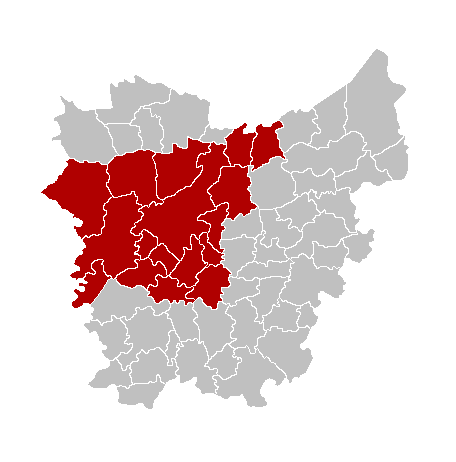
Arrondissement Gent

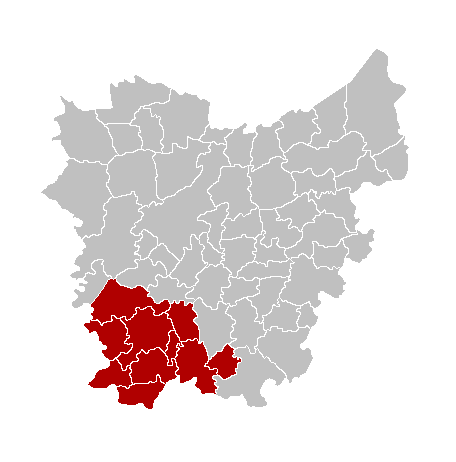
Arrondissement Oudenaarde

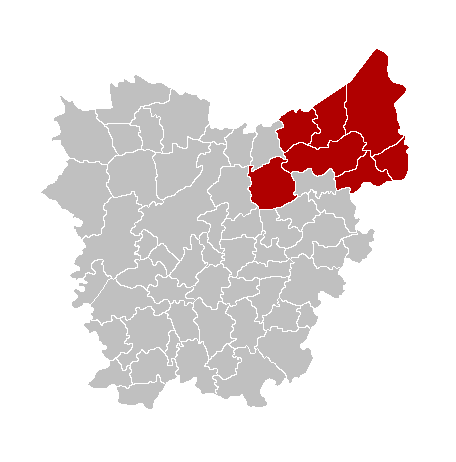
Arrondissement Sint-Niklaas

- 65 gemeenten

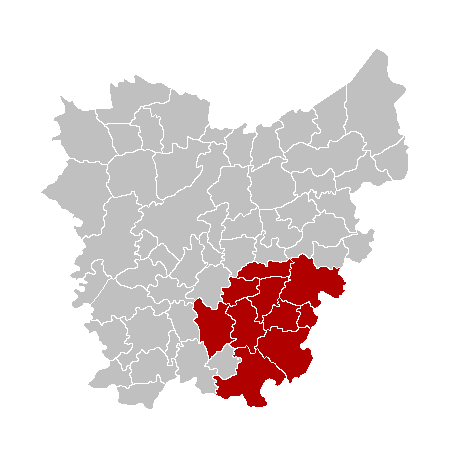
Arrondissement Aalst
| - Aalst - Denderleeuw - Erpe-Mere - Geraardsbergen - Haaltert - Herzele | - Lede - Ninove - Sint-Lievens-Houtem - Zottegem |

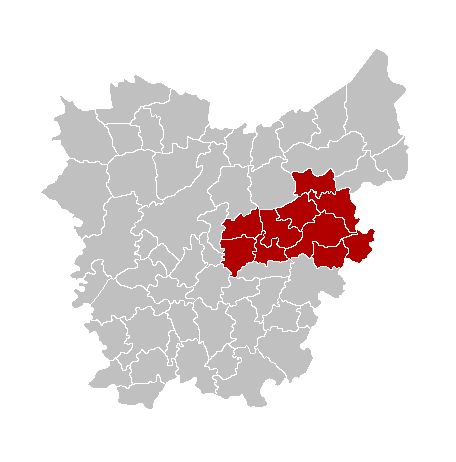
Arrondissement Dendermonde
| - Berlare - Buggenhout - Dendermonde - Hamme - Laarne - Lebbeke | - Waasmunster - Wetteren - Wichelen - Zele |

Arrondissement Eeklo
| - Assenede - Eeklo - Kaprijke | - Maldegem - Sint-Laureins - Zelzate |

Arrondissement Gent
| - Aalter - Deinze - De Pinte - Destelbergen - Evergem - Gavere | - Gent - Knesselare - Lochristi - Lovendegem - Melle | - Merelbeke - Moerbeke - Nazareth - Nevele - Oosterzele | - Sint-Martens-Latem - Waarschoot - Wachtebeke - Zomergem - Zulte |

Arrondissement Oudenaarde
| - Brakel - Horebeke - Kluisbergen - Kruishoutem - Lierde - Maarkedal | - Oudenaarde - Ronse - Wortegem-Petegem - Zingem - Zwalm |

Arrondissement Sint-Niklaas
| - Beveren - Kruibeke - Lokeren - Sint-Gillis-Waas | - Sint-Niklaas - Stekene - Temse |

#### Provincie West-Vlaanderen

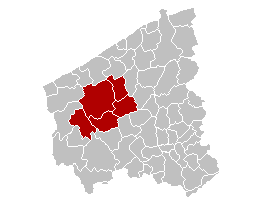
Arrondissement Diksmuide

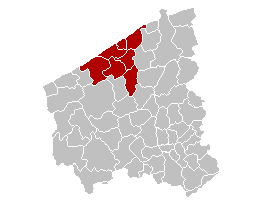
Arrondissement Oostende

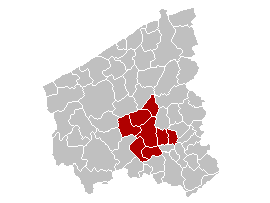
Arrondissement Roeselare

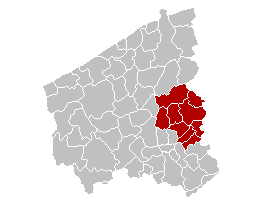
Arrondissement Tielt

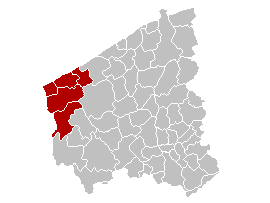
Arrondissement Veurne

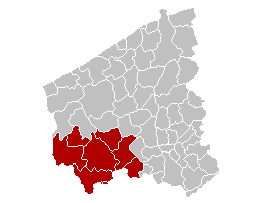
Arrondissement Ieper

- 64 gemeenten

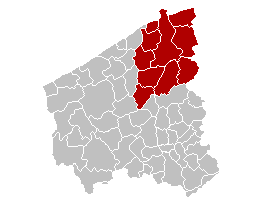
Arrondissement Brugge
| - Beernem - Blankenberge - Brugge - Damme - Jabbeke - Knokke-Heist | - Oostkamp - Torhout - Zedelgem - Zuienkerke |

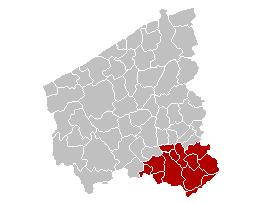
Arrondissement Kortrijk
| - Anzegem - Avelgem - Kortrijk - Heule - Deerlijk - Harelbeke - Kuurne | - Lendelede - Menen - Spiere-Helkijn - Waregem - Wevelgem - Zwevegem |

Arrondissement Diksmuide
| - Diksmuide - Houthulst | - Koekelare - Kortemark - Lo-Reninge |

Arrondissement Oostende
| - Bredene - De Haan - Gistel - Ichtegem | - Middelkerke - Oostende - Oudenburg |

Arrondissement Roeselare
| - Hooglede - Ingelmunster - Izegem - Ledegem | - Lichtervelde - Moorslede - Roeselare - Staden |

Arrondissement Tielt
| - Ardooie - Dentergem - Meulebeke - Oostrozebeke - Pittem | - Ruiselede - Tielt - Wielsbeke - Wingene |

Arrondissement Veurne
| - Alveringem - De Panne | - Koksijde - Nieuwpoort - Veurne |

Arrondissement Ieper
| - Heuvelland - Langemark-Poelkapelle - Mesen - Poperinge | - Vleteren - Wervik - Ieper - Zonnebeke |

#### Provincie Vlaams-Brabant
- 65 gemeenten

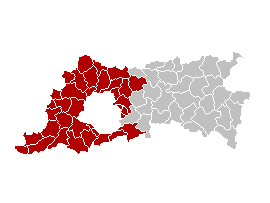
Arrondissement Halle-Vilvoorde
Samen met het Brussels Hoofdstedelijk Gewest vormt dit het gerechtelijk arrondissement Brussel en de kieskring Brussel-Halle-Vilvoorde
| - Affligem - Asse - Beersel - Bever - Dilbeek - Drogenbos - Galmaarden - Gooik - Grimbergen | - Halle - Herne - Hoeilaart - Kampenhout - Kapelle-op-den-Bos - Kraainem - Lennik - Liedekerke - Linkebeek | - Londerzeel - Machelen - Meise - Merchtem - Opwijk - Overijse - Pepingen - Roosdaal - Sint-Genesius-Rode | - Sint-Pieters-Leeuw - Steenokkerzeel - Ternat - Vilvoorde - Wemmel - Wezembeek-Oppem - Zaventem - Zemst |

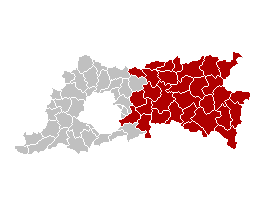
Arrondissement Leuven
Dit is ook het gerechtelijk arrondissement Leuven
| - Aarschot - Begijnendijk - Bekkevoort - Bertem - Bierbeek - Boortmeerbeek - Boutersem | - Diest - Geetbets - Glabbeek - Haacht - Herent - Hoegaarden - Holsbeek - Huldenberg | - Keerbergen - Kortenaken - Kortenberg - Landen - Leuven - Linter - Lubbeek - Oud-Heverlee | - Rotselaar - Scherpenheuvel-Zichem - Tervuren - Tielt-Winge - Tienen - Tremelo - Zoutleeuw |

#### Arrondissement Brussel-Hoofdstad
Naast deze vijf provincies kent Vlaanderen ook een specifiek intermediair bestuur voor de Vlamingen in het Brussels Hoofdstedelijk Gewest. Zo is ze politiek aanwezig in de gewestregering en het Brussels parlement via de Vlaamse Gemeenschapscommissie en met een Schepen voor Nederlandstalige Aangelegenheden in elk van de 19 Brusselse gemeentebesturen om daar de belangen van de Brusselse Vlamingen te behartigen. Samen met het arrondissement Halle-Vilvoorde vormt dit arrondissement het gerechtelijk arrondissement Brussel en de kieskring Brussel-Halle-Vilvoorde.

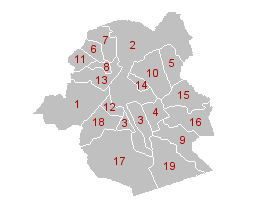
Brussels Hoofdstedelijk Gewest

| - Anderlecht - Oudergem - Sint-Agatha-Berchem - Brussel - Elsene - Etterbeek - Evere | - Vorst - Ganshoren - Jette - Koekelberg - Sint-Jans-Molenbeek - Sint-Gillis | - Sint-Joost-ten-Node - Schaarbeek - Sint-Lambrechts-Woluwe - Sint-Pieters-Woluwe - Ukkel - Watermaal-Bosvoorde |